# Subset Games
Subset Games est un studio de développement de jeux vidéo indépendant basé à Seattle, et fondé entre 2011 et 2012 par Justin Ma et Matthew Davis, d'anciens employés de 2K China. Le studio a notamment régulièrement collaboré avec le compositeur et designer sonore Ben Prunty et les scénaristes Chris Avellone et Tom Jubert (en),. Les deux jeux vidéo développés par la société furent des succès critiques,.

## Création
Justin Ma et Matthew Davis se rencontrent au sein de la société de développement de jeu vidéo 2K China, à Shanghai. Peu exaltés par les projets sur lesquels ils travaillent au sein de cette société (Top Spin 2, Bioshock 2), les deux développeurs trouvent plus de satisfaction en expérimentant sur GameMaker. Après leur départ de 2K China en 2011, Matthew Davis et Justin Ma souhaitent travailler sur un petit projet de quelques mois, en s'inspirant de Star Trek et de jeux de plateau se concentrant sur la gestion de vaisseau spatial,, mais rehaussèrent leurs ambitions pour le projet à la suite de retours très positifs sur celui-ci. Une campagne de financement participatif sur Kickstarter de 200 542 $ achève de pérenniser le projet.

## Jeux développés
| Titre                  | Date de sortie | Plates-formes                                                   |
| ---------------------- | -------------- | --------------------------------------------------------------- |
| FTL: Faster Than Light | 2012           | Microsoft Windows, Linux, macOS, iOS                            |
| Into the Breach        | 2018           | Microsoft Windows, Linux, macOS, Nintendo Switch, Google Stadia |